# Мирандинья
Это статья о футболисте 1959 года рождения. Об игроке 1952 года рождения см. Миранда да Силва Фильо, Себастьян
Франси́ско Эрна́нди Ли́ма да Си́лва (порт. Francisco Ernandi Lima da Silva; род. 2 июля 1959, Шавал, Сеара), более известный как Миранди́нья — бразильский футболист, выступавший на позиции нападающего. В настоящее время работает тренером.

## Клубная карьера
С 1978 по 1987 года Мирандинья выступал за различные бразильские клубы: «Понте-Прета», «Палмейрас», «Ботафого», «Наутико Ресифи», «Португеза» и «Палмейрас».
В 1987 году он подписал контракт за £ 575,000 в английский «Ньюкасл Юнайтед», таким образом став первым бразильцем в английском футболе. В 1989 году он покинул «Ньюкасл» и вернулся в «Палмейрас».
В 1991 году Мирандинья снова вернулся в Европу и играл в португальском «Белененсише», но провёл он там всего лишь 3 матча. В этом же году он вернулся в Бразилию, где перешёл в «Коринтианс», в котором забил 2 гола в Кубке Либертадорес 1991.
После ухода из «Коринтианс» он играл за «Форталезу». С 1992 по 1994 года выступал за японские клубы «Симидзу С-Палс» и «Сёнан Бельмаре».
Карьеру завершил в 1995 году в клубе «Форталеза».

## Карьера за сборную
Дебют состоялся 19 мая 1987 года в матче Кубка Роуза против сборной Англии, в котором также забил гол и сравнял счёт (1:1). Мирандинья принял участие в четырёх матчей за сборную Бразилии, все в 1987 году.
Был включён в состав сборной на Кубок Америки 1987 в Аргентине.